# 朱蘭 (植物)
朱兰（学名：Pogonia japonica）为兰科朱兰属下的一个种。

## 扩展阅读
[在维基数据编辑]
 《植物名實圖考·朱蘭》，出自吳其濬《植物名實圖考》
- 維基物種上的相關：朱兰
- 维基共享资源上的相關多媒體資源：朱兰